# Sylviac
Pour les articles homonymes, voir Sylviac (homonymie) et Chauvin.
Marie Thérèse Chauvin, dite Sylviac, est une actrice et dramaturge française née le 30 juillet 1863 à Bordeaux et morte le 31 décembre 1947 à Paris 5e.
Elle est la mère de la comédienne Françoise Rosay.

## Biographie
Fille de Arthur Émile Alfred Chauvin, négociant, et de Thérèse Marguerite Denucé, Marie Thérèse Chauvin naît le 30 juillet 1863, 32 cours du Jardin-Public à Bordeaux.
Issue de la bourgeoisie bordelaise, ancienne élève du Conservatoire, dont elle obtient un premier accessit en 1887, Marie Thérèse Chauvin adopte le pseudonyme de Sylviac dès le début de son activité de comédienne de théâtre. Elle pratique également le piano.
Participant aux débuts du Théâtre-Libre à Paris elle joue sur de nombreuses scènes dans la capitale française, ainsi qu’à Bruxelles et Saint-Pétersbourg ou en province (Lyon, Marseille, Luçon, Cauterets…). Son répertoire est principalement dans la comédie. Très active jusque 1909, elle aura une présence plus limitée ensuite, remontant sur les tréteaux entre 1922 et 1925. Elle tourne dans au moins deux films en 1926 et 1935, dont Pension Mimosas de son gendre, Jacques Feyder.
En tant qu’auteur, Sylviac est à l’origine de six pièces jouées avant la Première Guerre mondiale, qui sont remarquées par la critique et dont certaines ont du succès à Bruxelles (Le Trait d'Union) ou à Paris (L'Eau qui dort). Elle publie également un court roman, Marchandes de Chichis, développement d’un texte paru dans la presse L’accueil n’est pas enthousiaste, mais le talent de Sylviac est salué.
Dans la presse, Sylviac tient une chronique dans le Jardin des modes nouvelles (1912-1914) et publie plusieurs articles dans Le Journal, Le Figaro, Comoedia ou Vogue.

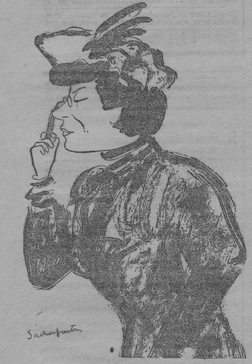
Sylviac et son face-à-main par Sacha Guitry.

Selon l’écrivain Jean Lorrain (1855-1906), « Il y a deux femmes dont la société m'enchante, parce que ce sont les deux plus rosses de Paris : Balthy et Sylviac ». Sylviac consacra d’ailleurs un texte à la chanteuse Louise Balthy (1867-1925).
Pour Sacha Guitry, « Mme Sylviac est la bonté même. Elle ne peut pas souffrir qu'on débine les gens devant elle. Prononcez un nom, vous verrez immédiatement Mme Sylviac s'en emparer, le traîner dans la plus spirituelle des boues, rendant désormais impossible toutes les calomnies. »
Si l’activité artistique de Sylviac lui vaut une certaine réputation, ce sont cependant ses démêlés avec l’administration des Postes qui lui apporteront une réputation considérable.
En avril 1904, elle se plaint, auprès de la surveillante du central téléphonique, qu’elle a dû attendre 55 minutes pour obtenir une réponse, tandis que la communication n’aboutit pas. Elle lui déclare que les demoiselles « s’expriment comme des vachères ». L’administration porte plainte pour « outrage à un fonctionnaire dans l’exercice de ses fonctions » et « imputation calomnieuse » et interrompt son abonnement pour 17 jours. Deux procès vont suivre. Dans le premier, en correctionnelle, Sylviac est acquittée. Dans le second, qui va jusqu’au Conseil d'État, elle ne réussit pas à obtenir ni le remboursement de son abonnement pendant la période concernée, ni l’abrogation de l’article 52 du règlement qui autorisait la coupure des communications ; cependant, l’administration du téléphone cesse de l’utiliser. L’affaire fait l’objet de centaines d’articles, dans les quotidiens ou hebdomadaires nationaux et en province, ainsi que dans toutes les revues juridiques, y compris sur le plan international. Sylviac, qui était défendue par l’Association des abonnés au téléphone, est présentée comme une héroïne voire comme une nouvelle Jeanne d'Arc. La procédure engagée permit de reconnaître que les employés du téléphone étaient des employés chargés d’un service public, susceptibles donc de se syndiquer.

## Famille

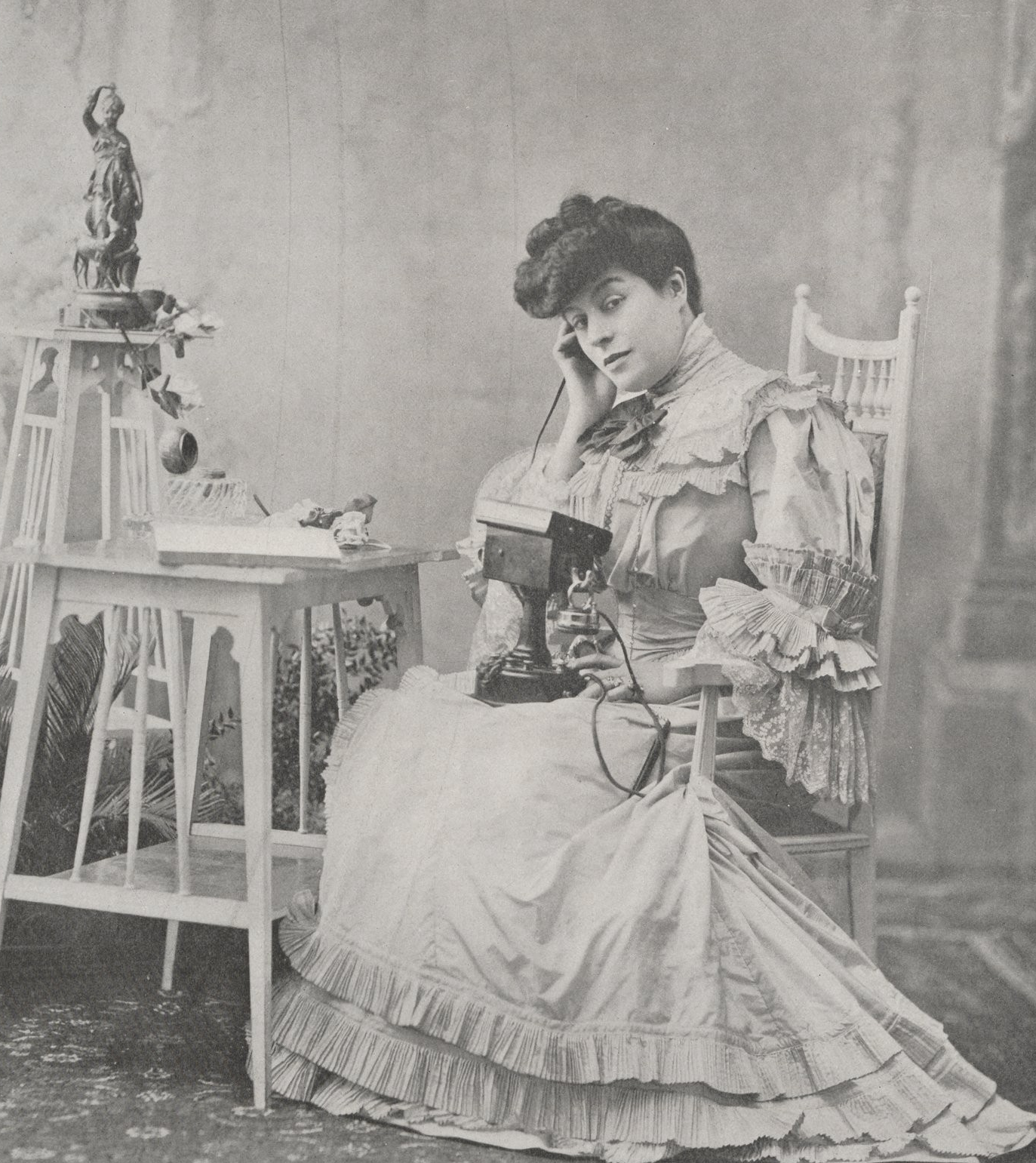
Sylviac au téléphone.

Sylviac eut, en 1890, une liaison avec un comte limousin, alors lieutenant dans un régiment de cuirassier, Gilbert Bandy de Nalèche. Une fille naquit en 1891 de leur union, Françoise qui deviendra plus tard la célèbre comédienne Françoise Rosay. Elle fut reconnue par son père en 1936.
En 1907-1908, Sylviac fut impliquée dans une autre affaire judiciaire. En juillet 1899, elle avait discrètement épousé, dans le quartier du Strand, à Londres (Royaume-Uni) Léon Osterrieth, officier belge, issu d’une très riche famille francophile d’Anvers. Léon Osterrieth fut administrateur du théâtre des Variétés d’Anvers, propriété de sa famille, et auteur sous le pseudonyme de Noël Retso.
La mère de Léon Osterrieth, née Léonie Mols, avait attaqué devant les tribunaux belges le mariage de son fils pour défaut de consentement parental. En effet, les codes civils français et belge exigeaient cette formalité, ce qui n’était pas le cas de la loi anglaise. Le procès était annoncé comme devoir être sensationnel par la presse parisienne. Cependant, elle ne fit jamais part de ses résultats ; il est donc possible qu’il y ait eu un désistement.
Léon Osterrieth (1870-1924) fut pendant la Première Guerre mondiale attaché militaire de Belgique à Washington, aux États-Unis, où il sera décoré de la Army Distinguished Service Medal. Il y rencontra peut-être Gilbert de Nalèche, comme lui officier de cavalerie et en poste à la mission diplomatique française dans la capitale américaine.
Françoise Bandy de Nalèche dite Françoise Rosay (1891-1974), fut chanteuse lyrique, actrice de théâtre et de cinéma, résistante pendant la Seconde Guerre mondiale et décorée comme officier de la Légion d'honneur. Elle porta le même pseudonyme que sa mère au début de sa carrière, jusque 1911.
Malgré des relations difficiles, la mère et la fille jouèrent à plusieurs reprises ensemble au théâtre, dans sa propre pièce Coiffeur pour dames à la Comédie-Royale en 1909 et au cinéma, dans Pension Mimosas.
Les trois fils de Françoise Rosay et Jacques Feyder travaillèrent tous dans le cinéma : Marc Frédérix (1919-2004) fut décorateur. Paul Feyder (1922-1999) était réalisateur. Enfin, Bernard Farrel (1926-1999) a été auteur, scénariste, réalisateur et comédien.
Sylviac, morte à Paris 5e le 31 décembre 1947, résidait au 46 rue La Bruyère. Elle est incinérée au cimetière du Père-Lachaise.

## Filmographie
- 1926 : Jim la Houlette, roi des voleurs de Pierre Colombier : Marquise de la Verrière
- 1935 : Pension Mimosas de Jacques Feyder : La comtesse

## Théâtre
- 1886 : Le Frère aîné d’Alphonse Daudet, salle Duprez, Paris
- 1886 : Les Femmes qui pleurent de Paul Siraudin et Alfred Delacour, Paris
- 1887 : Sœur Philomène de Jules Vidal et Arthur Byl, d’après le roman d’Edmond et Jules de Goncourt, Théâtre-Libre, Paris
- 1887 : Esther Brandès de Léon Hennique, Théâtre-Libre
- 1887 : Esther Brandès d’Alphonse Daudet et Adolphe Belot, Théâtre Molière, Bruxelles
- 1887 :  L'Affaire Clemenceau d’Armand d'Artois, Théâtre Molière
- 1888 : Belle-Petite d’André Corneau, Théâtre-Libre
- 1889 : La Chance de Françoise de Georges de Porto-Riche, Théâtre du Gymnase, Paris
- 1889 : Les frères Zemganno d’André Antoine, Théâtre-Libre
- 1890 : Ménage d'artistes d’Eugène Brieux, Théâtre-Libre
- 1890 : L'amant de sa Femme d’Aurélien Scholl, Théâtre-Libre
- 1892 : Un Beau Soir de Maurice Vaucaire, Théâtre-Libre
- 1892 : Les Maris d’une divorcée de Hippolyte Raymond, Théâtre du Palais-Royal, Paris
- 1893 : L'Assommoir de William Busnach et Octave Gatineau, Théâtre du Palais-Royal, Paris
- 1893 : Pot-Bouille de William Busnach, Théâtre des Menus-Plaisir, Paris
- 1893 : La Gigolette d’Edmond Tarbé des Sablons, L’Ambigu, Paris
- 1894 : Les Chouans d’Émile Blavet et Pierre Berton, L’Ambigu
- 1895 : Marie-Souillon de Félix Marteau et Paul Verdier, Théâtre des Menus-Plaisir
- 1895 : Les Erreurs de Colardet de Boucher d’Argis, Théâtre des Menus-Plaisir
- 1895 : Monsieur le Directeur d’Alexandre Bisson, Saint-Pétersbourg
- 1896 : Le Baiser de Théodore de Banville, Cauterets
- 1898 : L’École des veufs de Georges Ancey, Théâtre Antoine, Paris
- 1899 : Belle-maman de Victorien Sardou, Théâtre du Gymnase
- 1900 : La Robe Rouge d’Eugène Brieux, Théâtre royal du Parc, Bruxelles
- 1901 : La Fille du garde-chasse d’Alexandre Fontanes et Louis Decori, L’Ambigu
- 1901 : Diane de Lys d’Alexandre Dumas fils et Louis Decori, Théâtre des Variétés, Paris
- 1901 : Les Remplaçantes d’Eugène Brieux, Théâtre royal du Parc, Bruxelles
- 1902 : La Passerelle de Francis de Croisset, Marseille
- 1902 : L’Honneur de Hermann Sudermann, Monte-Carlo
- 1905 : L’Arlésienne d’Alphonse Daudet, Théâtre de la Nature, Cauterets et à Luchon en 1907
- 1906 : Rafale de Régine Martial, Théâtre du Gymnase
- 1907 : Midinettes de Sylviac, La Boite à Fursy, Paris
- 1908 : Le Beau vicomte de E Million Fantaisies Parisiennes, Paris
- 1909 : Coiffeur pour dames de Sylviac Comédie-Royale, Paris
- 1909 : Monsieur de Courpières marié  d’Abel Hermant, Galeries, Bruxelles
- 1922 : La Femme masquée de Charles Méré, Théâtre de la Renaissance, Paris
- 1923 : Le Sommeil des amants de Martial Piéchaud, Théâtre Antoine
- 1923 : L’Idiot d’Irénée Mauget, Théâtre Albert 1er, Paris
- 1924 : Héritage d’André Pascal, Théâtre Antoine
- 1925 : Jim la Houlette, roi des voleurs, Pierre Colombier, La Scala

## Publications

### Pièces de théâtre
- Sylviac, Le Trait d'Union, 1906, Théâtre royal du Parc, Bruxelles
- Sylviac, Midinettes, fantaisie en un acte, 1908, La Boite à Fursy, Paris
- Sylviac, Coiffeur pour Dames, 1909, Comédie-Royale, Paris
- Sylviac, Seccotine, saynète, 1911, Théâtre des Deux-Masques, Paris
- Sylviac, L'Eau qui dort, comédie en un acte, 1914, Théâtre Impérial, Paris
- André Barde et Sylviac, L’Amour gagne, 1921, Théâtre des Célestins, Lyon

### Roman
- Sylviac, Marchandes de Chichis, Devambez, Paris, 1912.